# دوري السوبر الماليزي
دوري السوبر الماليزي لكرة القدم هي مسابقة كرة القدم بين أندية ماليزيا .
البطل الحالي هو نادي جهور دارول.